# Errinopsis
Errinopsis is een geslacht van neteldieren uit de familie van de Stylasteridae.

## Soorten
- Errinopsis fenestrata Cairns, 1983
- Errinopsis reticulum Broch, 1951